# نوش ژاپنی
نوش ژاپنی (نام علمی: Thuja standishii) نام یک گونه از سرده نوش است.